# Almuth Schult
Almuth Schult (Dannenberg, 9 febbraio 1991) è un'ex calciatrice tedesca, di ruolo portiere.
Nei suoi oltre dieci anni di carriera ha ottenuto un gran numero di trofei nazionali e internazionali sia a livello di club che con le nazionali, dalle giovanili a quella maggiore. Alla stagione 2020-2021 il totale ammonta a 5 titoli di campione di Germania, ai quali si aggiungono sei Coppe di Germania e una Champions League, tutti ottenuti con la maglia del Wolfsburg. Inoltre ha vinto un Mondiale Under-20, Germania 2010, un Europeo, Svezia 2013 e una medaglia d'oro all'Olimpiade di Rio 2016.
Nella Frauen-Bundesliga a girone unico (dall'edizione 1997-1998), Schult detiene il primato per il maggior numero di minuti giocati senza subire reti. Tra il 4 ottobre 2014 e il 15 marzo 2015, ha trascorso 1 051 minuti in campionato senza subire gol, battuta da Genoveva Añonma, attaccante del Turbine Potsdam, sia alla sesta che alla diciassettesima giornata.

## Biografia
Schult ha frequentato la Deutsche Sporthochschule Köln, università a indirizzo sportivo di Colonia.
Dopo aver saltato i test match contro Italia e Spagna nel novembre 2018, il 10 novembre ha lavorato come co-commentatore per la Sportschau a fianco di Bernd Schmelzer. Nella primavera del 2020 Schult è diventata madre di due gemelli. Le sue apparizioni televisive sono continuate in qualità di esperto per la rete nazionale ARD nel commentare il campionato europeo di calcio 2020.

## Carriera

### Club
Schult si avvicina al calcio fin da giovanissima, seguendo la passione del fratello maggiore e iniziando a giocare con i maschietti nelle giovanili del SG Gartow, club di Gorleben, dall'età di 5 anni, e rimanendovi fino al 2007, anno in cui si trasferisce all'Amburgo. L'anno successivo si unisce al Magdeburger FFC, con il quale disputa il campionato 2008 di Regionalliga, terzo livello del campionato tedesco femminile di calcio. A Magdeburgo Schult divenne titolare fisso tra i pali della squadra, condividendo con le compagne la promozione in 2. Frauen-Bundesliga, dove giocò due stagioni complete.
Nell'aprile 2011 Schult coglie l'opportunità di trasferirsi ad una squadra che milita in Frauen-Bundesliga, firmando un contratto triennale con il Bad Neuenahr. Il tecnico Colin Bell la inserisce in rosa come portiere titolare impiegandola fin dalla 1ª giornata di campionato, il 21 agosto, nel pareggio interno per 2-2 con il Friburgo. Rimane legata al Bad Neuenahr per un'altra stagione, con la società che al termine della stagione 2012-2013 decide, anche a causa della morte del presidente e direttore sportivo Bernd Stemmeler, di non iscriversi al campionato di Frauen-Bundesliga 2013-2014 preferendo ripartire dal campionato cadetto svincolando di conseguenza le proprie tesserate. Nelle due stagioni disputate con il club di Bad Neuenahr-Ahrweiler Schult totalizza complessivamente 48 presenze in Bundesliga, con la squadra che ottiene un'agevole salvezza concludendo al 7º posto il campionato 2011-2012 e al 6º quello successivo, mentre in Coppa di Germania giunge ai quarti di finale nell'edizione 2011-2012, non riuscendo a superare gli ottavi di finale in quella successiva.
Libera da impegni contrattuali, nell'estate 2013 firma un contratto biennale con le campionesse di Germania e d'Europa in carica del Wolfsburg.
Al termine della stagione 2021-22, dopo nove anni trascorsi al Wolfsburg, si è trasferita negli Stati Uniti all'Angel City, militante nella NWSL.

### Nazionale
Schult inizia a essere convocata dalla Federcalcio tedesca sin dal 2006, debuttando con la maglia della nazionale nella formazione Under-15 nell'agosto di quell'anno.
L'anno successivo è in rosa con la Under-17, debuttandovi, in amichevole, il 24 aprile nella vittoria con le pari età della Danimarca dove, inusuale per il suo ruolo di portiere, mette a segno la rete che fissa il risultato sul 8-0 per le tedesche. Il tecnico federale Ralf Peter in seguito la inserisce in rosa con la squadra che affronta le qualificazioni all'Europeo 2008 di categoria, alternandosi tra i pali con Anna-Felicitas Sarholz, preferitale da Peter come portiere titolare nella fase finale del torneo che la Germania vince per la prima volta in quella categoria. Grazie a questo risultato la U-17 tedesca accede al Mondiale di Nuova Zelanda 2008 dove, sempre come vice di Sarholz, viene impiegata in due occasioni, nell'ultimo incontro del gruppo B pareggiato 1-1 con la Corea del Nord e nella finalina per il terzo posto vinta 3-0 con l'Inghilterra.
Nel 2009 viene chiamata da Maren Meinert, responsabile tecnico della Under-19, in occasione del torneo di La Manga, debuttandovi da titolare l'11 marzo nella vittoria per 3-2 con l'Inghilterra, e dove durante il torneo, che le tedesche si aggiudicano con tre vittorie, si alterna tra i pali con Sandra Schumann. Soddisfatta della sua prestazione, qualche mese più tardi Meinert decide di inserirla nella rosa della squadra che affronta la fase finale dell'Europeo di Bielorussia 2009, lasciando a Schumann i primi due incontri e a Schult quello con le padrone di casa della Bielorussia, tuttavia nonostante la netta vittoria delle tedesche per 9-0 alla Germania non riesce a accedere alle semifinali per la precedente sconfitta con la Svizzera. Rimasta in quota anche per le successive qualificazioni all'Europeo di Macedonia 2010, con la Germania che accede direttamente alla seconda fase, nel torneo si alterna a Laura Benkarth. Condivide con le campagne il percorso che vede la sua nazionale, imbattuta nel gruppo 3, accedere alla fase finale e di seguito chiudere, nuovamente imbattuta, il girone A della fase a gironi, dove Schult viene impiegata nelle prime due partite con Italia (4-1) e Scozia (5-1), ma interrompendo la corsa al titolo in semifinale, con Schult tornata tra i pali, eliminata dalla Francia ai calci di rigore dopo che i tempi regolamentari si erano chiusi con una rete per parte.
Grazie a questo risultato la Germania ottiene l'accesso anche al Mondiale di categoria, disputato in casa per l'edizione 2010 riservato a formazioni Under-20. Meinert, responsabile anche della nazionale tedesca U-20, conferma Schult come portiere titolare, impiegandola in cinque dei sei incontri disputati dalla sua nazionale nel torneo, preferendogli Desirée Schumann solo nell'incontro vinto per 4-1 con la Francia nella fase a gironi. il 1º agosto 2010, davanti ai 24 633 spettatori della finale del alla SchücoArena di Bielefeld, con la squadra rimasta imbattuta per tutto il torneo la Germania si aggiudica il suo secondo titolo mondiale dopo quello (under-19) di Thailandia 2004 battendo la Nigeria con il risultato di 2-0. Prima di questa decisione il tecnico tedesco aveva già visionato il portiere in amichevole, debuttando in Under-20 nella vittoria per 2-1 con la Svezia under 23 il 28 ottobre 2009. In tutto con la U-20 Schult marca 10 presenze, alle quali si aggiunge, come ultima partecipazione alle giovanili, l'unica presenza in Under-23 del 30 settembre 2010, amichevole vinta per 2-1 dalle pari età dell'Inghilterra.
Benché il commissario tecnico Silvia Neid l'avesse inserita come terzo portiere nella lista delle 21 giocatrici che disputano il Mondiale di Germania 2011, per il debutto in nazionale maggiore deve attendere l'anno successivo, il 15 febbraio 2012, titolare nell'incontro vinto 5-0 con la Turchia, quinto incontro del gruppo 2 delle qualificazioni all'Europeo di Svezia 2013.
Da allora le sue presenze si fanno regolari, con Neid che decide di convocarla per l'Algarve Cup 2012 utilizzandola come portiere titolare in tutti i quattro incontri disputati dalla sua nazionale, che imbattuta e con i soli gol incassati nella finale vinta per 4-3 con il Giappone si aggiudica il suo secondo trofeo del torneo portoghese, il primo per Schult con la maglia della nazionale maggiore. In seguito è tra i pali dei tre successivi del gruppo 2 per l'accesso all'Europeo, in alternanza con Nadine Angerer anche per la successiva edizione dell'Algarve Cup 2013. Nel giugno 2013 Neid la conferma in rosa, con Angerer e Benkarth, anche per la fase finale di Svezia 2013 e, senza tuttavia venir mai utilizzata durante il torneo, condivide con le compagne la conquista dell'ottavo titolo continentale, il sesto consecutivo, da parte della Germania.

## Palmarès

### Club

#### Competizioni nazionali
- Campionato tedesco: 6

Wolfsburg: 2013-2014, 2016-2017, 2017-2018, 2018-2019, 2019-2020, 2021-2022
- Coppa di Germania: 8

Wolfsburg: 2014-2015, 2015-2016, 2016-2017, 2017-2018, 2018-2019, 2019-2020, 2020-2021, 2021-2022

#### Competizioni internazionali
- UEFA Women's Champions League: 1

Wolfsburg: 2013-2014

### Nazionale
- Campionato d'Europa: 1

Svezia 2013
- Algarve Cup: 2

2012, 2014
- Campionato d'Europa under 17: 1

Campione: 2008
- Campionato mondiale under 20: 1

2010
- Oro olimpico: 1

Rio de Janeiro 2016

### Individuale
- Miglior portiere dell'anno IFFHS: 1

2014